# Сифония, Фирмино
Либерато Фирмино Сифония (итал. Liberato Firmino Sifonia; 6 февраля 1917, Женева — 25 декабря 1996, Ланчано) — итальянский композитор.
Сын итальянца и француженки. Начал учиться музыке у отца-контрабасиста, затем изучал музыку и литературу в Монако, совершенствовался как пианист в Париже под руководством Альфреда Корто, Лазара Леви и Клода Дельвенкура. В дальнейшем окончил Национальную академию Санта-Чечилия в Риме по отделению композиции, ученик Гоффредо Петрасси (композиция) и Луиджи Ронга (теория).
В 1953—1958 гг. редактор музыкальных программ на третьем канале Итальянского радио. Затем преподавал композицию в Перуджийской (1958—1965) и Болонской (1965—1969) консерваториях. В 1969 г. назначен первым директором Пескарской консерватории после её реорганизации. В 1977—1987 гг. возглавлял Флорентийскую консерваторию.
Сифония работал, главным образом, в серийной технике, уделяя особое внимание тонкостям оркестровки. Среди его основных сочинений — концерт для контрабаса, духовых, ударных и фортепиано (1961), концерт MCMLVI для альта с оркестром (1963), «Тотемы» для одиннадцати струнных (1969), Memoria для 14 духовых, фортепиано, ударных и магнитной ленты (1976), а также камерные и хоровые пьесы.
Музыковедческие работы Сифонии 1960-х гг. предвосхитили учение Николя Рюве о применении структурного анализа поэзии по Роману Якобсону к музыкальному произведению.